# Demir Ege Tıknaz
Demir Ege Tıknaz (Kadıköy, 17 agosto 2004) è un calciatore turco, centrocampista del Rio Ave in prestito dal Beşiktaş.

## Carriera

### Club
Tıknaz è cresciuto nel settore giovanile del Beşiktaş, con cui ha firmato il primo contratto professionistico il 24 settembre 2022. Ha debuttato in prima squadra il 27 luglio 2023 nell'incontro di qualificazione per la Conference League vinto 3-1 contro il Tirana.
Il 2 settembre 2024 è stato ceduto in prestito al Rio Ave, club della prima divisione portoghese.

### Nazionale
Ha giocato con le nazionali giovanili turche Under-14, Under-18, Under-19 e Under-20.
Nel marzo 2025 viene convocato dal CT Vincenzo Montella per la prima volta in nazionale maggiore, con cui ha esordito il 10 giugno del medesimo anno nella sconfitta per 1-0 in amichevole contro il Messico.

## Statistiche

### Presenze e reti nei club
Statistiche aggiornate al 27 ottobre 2024
| Stagione        | Squadra         | Campionato      | Campionato | Campionato | Coppe nazionali | Coppe nazionali | Coppe nazionali | Coppe continentali | Coppe continentali | Coppe continentali | Altre coppe | Altre coppe | Altre coppe | Totale | Totale | Totale |
| Stagione        | Squadra         | Comp            | Pres       | Reti       | Comp            | Pres            | Reti            | Comp               | Pres               | Reti               | Comp        | Pres        | Reti        | Pres   | Reti   |        |
| --------------- | --------------- | --------------- | ---------- | ---------- | --------------- | --------------- | --------------- | ------------------ | ------------------ | ------------------ | ----------- | ----------- | ----------- | ------ | ------ | ------ |
| 2023-2024       | Beşiktaş        | SL              | 21         | 0          | CT              | 1               | 0               | UECL               | 7                  | 0                  | ST          | 0           | 0           | 29     | 0      |        |
| 2024-2025       | Rio Ave         | PL              | 4          | 0          | CP+CdL          | 1+0             | 0               | -                  | -                  | -                  | -           | -           | -           | 5      | 0      |        |
| Totale carriera | Totale carriera | Totale carriera | 25         | 0          |                 | 2               | 0               |                    | 7                  | 0                  |             | 0           | 0           | 34     | 0      |        |

### Cronologia presenze e reti in nazionale
| Cronologia completa delle presenze e delle reti in nazionale ― Turchia | Cronologia completa delle presenze e delle reti in nazionale ― Turchia | Cronologia completa delle presenze e delle reti in nazionale ― Turchia | Cronologia completa delle presenze e delle reti in nazionale ― Turchia | Cronologia completa delle presenze e delle reti in nazionale ― Turchia | Cronologia completa delle presenze e delle reti in nazionale ― Turchia | Cronologia completa delle presenze e delle reti in nazionale ― Turchia | Cronologia completa delle presenze e delle reti in nazionale ― Turchia |
| Data                                                                   | Città                                                                  | In casa                                                                | Risultato                                                              | Ospiti                                                                 | Competizione                                                           | Reti                                                                   | Note                                                                   |
| ---------------------------------------------------------------------- | ---------------------------------------------------------------------- | ---------------------------------------------------------------------- | ---------------------------------------------------------------------- | ---------------------------------------------------------------------- | ---------------------------------------------------------------------- | ---------------------------------------------------------------------- | ---------------------------------------------------------------------- |
| 10-6-2025                                                              | Chapel Hill                                                            | Messico                                                                | 1 – 0                                                                  | Turchia                                                                | Amichevole                                                             | -                                                                      | 77’                                                                    |
| Totale                                                                 |                                                                        | Presenze                                                               | 1                                                                      |                                                                        | Reti                                                                   | 0                                                                      |                                                                        |